# Griot
Griot – termin ogólny, określający typ artystów sztuki muzyczno-słownej, występujący na terenie Afryki Zachodniej, głównie na obszarze związanym w przeszłości z imperiami Ghany i Mali, tj. obecnego Mali, Senegalu, Gwinei, Mauretanii i Gambii.

## Pochodzenie
Instytucja griota w kulturach zachodnio-afrykańskich ma podwójne pochodzenie. Z jednej strony sięga korzeniami do początkowego okresu przenikania islamu na tereny Czarnej Afryki i związanego z kulturą muzułmańską zwyczaju wykonywania pieśni pochwalnych. Wielu griotów bowiem, szczególnie z Gwinei i Mali, wiąże swoje pochodzenie z Surakatem, towarzyszem Proroka Muhammada. Jednak jako tradycyjny zawód przekazywany z pokolenia na pokolenie ukształtował się dopiero w epoce późnego średniowiecza, za czasów pierwszego władcy Imperium Mali, Sundjaty (czyt. Sundżaty). Zgodnie z historią przekazywaną w popularnym w całej Afryce Zachodniej eposie o tym władcy, król Nare Maghan Konate ofiarował swemu synowi Sundjacie sługę o imieniu Bala Faseke, aby mu towarzyszył i doradzał w podejmowaniu przyszłych decyzji. Zaczął on z czasem komponować utwory ku chwale swego patrona, uwieczniające jego czyny oraz wojenne podboje i w ten sposób stał się pierwszym w historii Afryki Zachodniej nadwornym poetą-śpiewakiem. Legenda podaje też, że Sundjata nadał mu przydomek Kouyate, oznaczający „dzielimy sekret”. Po dziś dzień grioci, którzy wywodzą swoje pochodzenie w linii prostej od Bala Faseke Kouyate uważani są za jedynych autentycznych wykonawców tego zawodu, co sprawia, że przysługują im liczne przywileje społeczne.

## Terminologia
Słowo „griot” jest nazwą obcą kulturom afrykańskim, nadaną przez europejskich podróżników i w rzeczywistości obejmuje szereg różniących się pod względem repertuaru wykonawców. Ponadto, w każdej grupie etnicznej są oni nazywani inaczej, co jest o tyle znaczącym faktem, że wskazuje na wagę kulturowego kontekstu poszczególnych ludów w definiowaniu ich tożsamości. Nie istnieje bowiem coś takiego jak uniwersalne motywy liryczno-muzyczne ani też określony, wspólny sposób wykonywania utworu. Tym samym, próba zebrania wszystkich odmian artystycznych i ich wykonawców pod jedną nazwą jest mało uzasadniona i wynika raczej z wygody. Grioci postrzegani są przez członków swoich społeczności jako żywy głos ludu, gdyż przekazując dzieje, mity, motywy literackie i melodie charakterystyczne dla danej grupy etnicznej, kształtują jednocześnie jej wizerunek.
Niemniej ludy Mande (jedna z najliczniejszych społeczności Afryki Zachodniej, licząca ok. 30 milionów członków z różnych grup etnicznych) stosują dla ich określenia wspólny termin jeli i jest on chyba najszerzej używaną, rdzennie afrykańską nazwą w odniesieniu do tych artystów. Inne przykłady odpowiedników językowo-kulturowych to gewel u Wolofów, gaulo u Fulbe, jaare u ludu Soninke, czy też igawen u Berberów.

## Jeli
Niniejszy artykuł skupia się na opisie i roli griotów występujących właśnie w społecznościach Mande, wśród których znajdują się m.in. ludy Bambara, Mandinka, Malinke, Dyula. Jeli (czyt. dżeli) to określenie z jęz. maninka, odwołujące się do wykonawcy szczególnego rodzaju przedstawienia, które łączy formy muzyczne z różnymi typami przekazu werbalnego. Ów przedmiot twórczości jeli określany jest mianem jeliya. Od strony muzycznej jeliya charakteryzują melodie i rytmy ściśle związane z elitą polityczną Mandinka, które przeznaczone są głównie do słuchania, choć zdarza się również akompaniament w postaci improwizowanego tańca. Przekaz ustny realizuje się w formie lirycznej bądź epickiej i prawie zawsze pod postacią śpiewu. Główne motywy to genealogie rodów, narracje historyczne, opowiadania i przypowieści, hymny pochwalne na cześć znanych osobistości z przeszłości lub współcześnie żyjących, ludowe przysłowia oraz mity. Celem takiego przekazu jest utrwalenie w pamięci zbiorowej wiedzy o dziejach, rzeczywistości społeczno-politycznej i kulturze ludu Mande, lecz dzięki prestiżowi jaki z reguły posiada jeli, wywierają również duży wpływ na kreowanie współczesnej tożsamości grupy etnicznej.

## Specjalizacje
W twórczości jelilu (l.mn. od jeli) wyróżnia się trzy obszary działania: kuma – przemowy, donkili – pieśni oraz foli/kosili – grę na instrumentach. Artyści rzadko kiedy zajmują się wszystkimi wymienionymi dziedzinami, gdyż wymagają one odmiennych, wieloletnich przygotowań pod nadzorem mistrza. W rezultacie, po zdobyciu ogólnej, wstępnej wiedzy na temat śpiewu, krasomówstwa oraz instrumentów muzycznych, adepci specjalizują się w jednym, góra dwóch obszarach. Wykonywaniem pieśni zajmują się najczęściej kobiety – jelimusolu -, natomiast mężczyźni – jelikelu – przewodzą zazwyczaj w przemowach lub graniu melodii. Nieliczni jelikelu doskonale opanowują obydwie dziedziny.
Kuma pomimo tego, że wygłaszane jest najczęściej przy akompaniamencie muzyki i nierzadko za pomocą śpiewu, skupia całą uwagę na słowie. Jest więc zasadniczo mową, której celem jest przekazanie informacji. Dowodem na nacisk kładziony na treść, jest utożsamianie w powszechnym rozumieniu kuma z londo – wiedzą. Artyści zajmujący się tą specjalnością stanowią swoisty autorytet historyczny w społeczeństwach Mande, w tej kwestii panuje bowiem przekonanie, iż opowiadaczem (kumala) może zostać tylko ten, kto posiada wiedzę, ta zaś płynie z mądrości i doświadczenia nabytych z wiekiem. Opowieści przekazywane za pomocą kuma (w tym głównie genealogie i narracje historyczne) nierzadko skierowane są do wąskiego grona wtajemniczonych słuchaczy, zdolnych wyłapać i zrozumieć zakamuflowane treści.
Z kolei pieśniarzy, a w przeważającej większości pieśniarki charakteryzuje siła głosu, którą uważa się za atrybut młodości. Donkili, w przeciwieństwie do kuma, wykonywane jest dla szerokiej publiczności, co daje mu możliwości silnego oddziaływania społecznego. Posiada też zestaw zmetrykalizowanych utworów lirycznych oraz specyficznych dla tej specjalizacji, rozpoznawalnych melodii. Donkili zatem przenosi uwagę z treści na muzykę, ze słów na interpretację wokalną.
Jeli-instrumentaliści jako jedyni artyści w całej kulturze Mande posiadają wyłączność na grę na kora (21-strunowa harfa), koni (lutnia o czterech lub pięciu strunach) i balafonie (rodzaj ksylofonu). Czasem, np. podczas ceremonii ślubu czy ekscyzji, mogą zagrać na bębnach typu dundun i tama, niemniej z reguły należy to do zadań zawodowych bębniarzy, należących do oddzielnej grupy społecznej. W przypadku kobiet – jelimusolu zdarza się, że akompaniują swój śpiew dźwiękiem podłużnych, żelaznych dzwonków zwanych karignan.
Występy jeli mogą odbywać się zarówno w warunkach prywatnych jak i na zorganizowanych koncertach z orkiestrą, które czasem nagrywane są przez telewizję i przekazywane na żywo, bądź w późniejszej retransmisji.

## Status społeczny
Z punktu widzenia stratyfikacji społecznej, jelilu zajmują środkową pozycję pomiędzy arystokracją a kastą dawnych niewolników. Stanowią oni część grupy o nazwie nyamakala, złożonej z artystów-rzemieślników, w tym mówców, rymarzy i kowali. Zawód griota jest dziedziczny (jeli znaczy „krew”, a jeliya „przekaz przez krew”) i tradycyjnie strzeżony przez endogamię. Analogicznie dzieje się tak również z pozostałymi zawodami nyamakala. Nazwisko rodowe określa więc automatycznie pozycję społeczną i w tym kontekście, jedynie jeli noszący nazwisko Kouyate uważani są za prawdziwych griotów, jako że są nimi z urodzenia. Jednak zarówno w przeszłości jak i obecnie, powszechną praktyką jest faktyczne uprawianie innego zawodu, niż wskazuje na to nazwisko, utrzymując przy tym dziedziczny status społeczny. Tak więc, spośród wykonawców jeliya nierzadko można znaleźć artystów pochodzących z innych popularnych rodów m.in.: Diabate, Sissoko, Kante, Doumbia, których nazwiska wskazują na zgoła inne zajęcia (np. Kante jest rodem kowali).
Pozycja griotów u ludów Mande jest z reguły silna ze względu na moc oddziaływania słowa. Jelilu nie tylko odtwarzają określone dzieje (tak jak w przypadku genealogii rodów) lecz mają dużą wolność w nadawaniu im osobistych interpretacji. Mogą zawrzeć w swoich utworach zarówno elementy krytyki społecznej jak i wyidealizowany, mityczny obraz rzeczywistości. W pieśniach wychwalających daną osobę czy ród przeplatają pochlebstwa z pouczeniami, wplatając w ten sposób w swój dyskurs treści dydaktyczno-moralizatorskie. Prestiż griotów wiąże się też z funkcjami jakie tradycyjnie pełnili w strukturze hierarchii społecznej. Od zawsze byli oni kojarzeni z elitą polityczną Mande – zazwyczaj towarzyszyli przywódcom i wojownikom, będąc niejako ich oficjalnymi reprezentantami. Częstą praktyką było posyłanie griota w ramach negocjacji do innego władcy, by poprzez recytację listy zasług jego oraz jego rodu, zjednać sobie przychylność tej osoby.
Niemniej członkowie grupy horon – szlachetnie urodzonych, posiadających wyższą rangę społeczną, odnoszą się z pogardą do griotów. Określają ich jako żebraków i pasożytów, głównie ze względu na sposób w jaki domagają się oni wynagrodzenia za występ. Jednocześnie też obawiają się rażącej siły oddziaływania ich mowy, która może zostać użyta przeciwko nim, w formie publicznej pieśni oszczerczej.
Wszyscy przedstawiciele kast Mande uwikłani są w skomplikowaną sieć społecznych zależności, które znajdują odzwierciedlenie w obowiązku wzajemnego obdarowywania się. Dla wykonawców sztuki jeliya kluczową rolę odgrywa tutaj prymat rodu Kouyate, który sprawia, że grioci noszący to nazwisko mogą domagać się darów od pozostałych jeli. Z kolei członkowie arystokracji są zobowiązani wynagradzać wszystkich artystów bez względu na pochodzenie rodowe. Jeli utrzymują się bowiem wyłącznie z darów otrzymanych w podziękowaniu za wykonany utwór, lecz w żadnym wypadku nie uważa się tego za zapłatę. Wręcz odwrotnie, to występ griota postrzegany jest jako bezcenny dar, który wymaga odwzajemnienia pod postacią dóbr materialnych takich jak pieniądze, ziemie, żywność, zwierzęta, a nawet samochody czy bilety lotnicze. Ilość i wartość tych podarunków zależy oczywiście od zdolności artysty do głębokiego poruszenia swoich słuchaczy. Tudzież w przypadku pieśni pochwalnych, po prostu od umiejętności schlebienia i zdobycia w ten sposób sympatii mecenasa.

## Etymologia słowa "griot"
Na koniec należałoby wyjaśnić historyczne pochodzenie terminu „griot” powszechnie używanego w zachodnich opisach. Nazwa ta, całkowicie obca dla kultur afrykańskich, wyewoluowała bezpośrednio od ukutego w XVII w. francuskiego terminu guiriot. Ten z kolei okazał się być fonetycznym zapisem jednego z zasłyszanych przez podróżników słów, którymi ludność miejscowa określała swoich artystów-muzyków. Zgodnie z tym co wykazują źródła pisane, podróżnicy francuscy używając nazwy guiriot byli przekonani, że posługują się oryginalnym terminem stosowanym przez afrykańskie ludy w odniesieniu do wędrownych śpiewaków, muzyków i opowiadaczy. Według jednej z hipotez, Francuzi najprawdopodobniej stworzyli swój zapis na podstawie wyrazu z jednego z trzech języków używanych w okolicach rzeki Senegal. Mógł to być termin. iggio z jęz. moor, gewel z jęz. wolof lub gaulo z jęz. tukulor (dialekt Fulbe). Jedna z możliwości dopuszcza utworzenie się dawniejszej formy „guiriot” od leksemu iggio wymówionego z cofniętym „r”; inna podaje jako źródło formę liczby mnogiej wyrazu gewel – gerual. Istnieją też teorie wskazujące, iż „griot” jest francuską adaptacją portugalskiego criado o znaczeniu „sługa, służący”.

## W kulturze popularnej
W amerykańskich filmach fantastycznonaukowych z Filmowego Uniwersum Marvela Czarna Pantera (2018) i Czarna Pantera: Wakanda w moim sercu (2022) pojawia się sztuczna inteligencja o imieniu Griot, której głosu użycza Trevor Noah.